# 僕は妹に恋をする
『僕は妹に恋をする』（ぼくはいもうとにこいをする）は、青木琴美による日本の少女漫画作品。副題は「この恋はひみつ。」。『少女コミック』（小学館）にて2003年第2号から2008年第15号まで連載された。2006年12月時点で累計発行部数は600万部を記録している。OVAとしてアニメ化され、アニメには副題がついているが、映画にはついていない。

## あらすじ
結城頼と郁は幼い頃からとても仲のよい双子の兄妹だった。
頼は成長するにつれ、郁のことを妹から一人の女の子として意識し始める。その感情が異常で許されないということに悩み、苦しむ日々を送っていた。かつては何でも同じだった2人。今では「何でもできる頼」とトロくさい「何にもできない郁」になっていた。
頼は、郁への感情を押さえ込むために、わざと嫌われるような冷たい態度を取るようになっていた。一方、郁はそんな頼の態度にコンプレックスを抱くようになっていた。そんなある日、頼は突然寝ている郁にキスをして告白した。郁は、自分にとって頼が誰よりも大切な存在であることに気付き、頼を選ぶ。
頼はこの恋を守るために県外の高校に入学。ところが、頼の元彼女の楠友華も入学する。一方、郁の学校に少女森杏沙が編入してくる。郁は頼に会うための交通費を稼ぐためにアルバイトを始める。そんな健気な彼女に次第に惹かれていく頼の親友矢野立芳。ある時、結城家を訪れていた矢野は、ふとしたことから頼と郁が「双子の兄妹じゃないかもしれない」と推測するが、頼はそんな幸せなことはありえないと軽くあしらった。

## 登場人物
※声の記述はOVA版、演の記述は映画版 
結城 頼（ゆうき より）声 - 森久保祥太郎 / 松田悟志 / 幼少：高木礼子 / 演：松本潤
4月4日生まれ。牡羊座のA型。身長173cm、体重55kg。勉強をしなくても学年トップの天才。スポーツ万能な上、美青年であり、女子たちの憧れの的。愛想が悪く、強引な面がある。幼い頃から郁が好きだった。
紫堂高校に入学するが、郁の暴行未遂事件や無断外泊など問題を起こして退学する。その後、元のエスカレーター式の高校に戻り、郁よりも自分と風貌の似ている杏沙と出会い、自分の実の父親が俊平ではなく、杏沙の父裕吾であることを知る。
杏沙とは異母兄妹、郁とは双子の異父兄妹である。その後、家を出て10年後、ロンドンで新米弁護士となり、郁と再会する。
結城 郁（ゆうき いく）声 - 中原麻衣 / 岩佐真悠子 / 演：榮倉奈々
4月5日生まれ。牡羊座のB型。身長158cm、体重50kg。好きなタイプは「かっこよくて、やさしくて、かわいい人」。ハンバーグが好物。兄と違い勉強が大の苦手。その上かなりのドジで天然ボケ。食い意地が張っており、食べることは大好きだが、料理音痴。しかし頑張り屋の努力家でもある。
ややぽっちゃりしており、作中で「ちょいデブ」と称される。大きな瞳や長いストレートヘアが特徴的。
初めの頃は頼との違いに劣等感を持っていた。頼とは双子の異父兄妹。紫堂高校に入学して家を離れる頼からプレゼントされたウェルッシュ・コーギーのオスにヨリ（郁は「犬ヨリ」と呼称）と名付け、可愛がって飼う。
頼が家を出て以降、猛勉強の末、立芳と同じ大学へ進学し、外資系会社に入社した。10年後、仕事先のロンドンで頼に再会する。
結城 俊平（ゆうき しゅんぺい）声 - 古澤徹
10月21日生まれ。天秤座のB型。身長178cm、体重65kg。
頼にとっては戸籍上の、郁にとっては実の父親。会社員。明るいが、鈍い所があり、立芳が郁の彼氏を名乗ったカモフラージュをまんまと信じ、咲が頼と郁の兄妹以上の関係に勘付いていた時も全く気付いていなかった。咲とは幼馴染で大学時代から交際し、大学在学中に婚約、卒業後間もなく結婚した。
黙秘していたが、実は裕吾と咲の関係や頼が自分の実の子ではないことに気付いていた。
結城 咲（ゆうき さき）声 - 玉川紗己子 / 演：浅野ゆう子
11月21日生まれ。蠍座のO型。身長162cm、体重49kg。
頼と郁の母親。専業主婦。俊平とは幼馴染で大学時代から付き合っていたが、大学時代に初めて会った裕吾のことも気になっていた。裕吾に思いを告白されるが、既に俊平と婚約していたため、断った。
俊平との結婚式当日、控え室で裕吾に迫られて一度関係を持った際に頼を、その日の夜に俊平と結ばれた際に郁を授かる。妊娠中に掛かった産婦人科医にお腹の双子が異父兄妹であることを告げられる。夫の俊平にはその事実をひた隠しにしながら頼と郁を育ててきた。勘が鋭く、頼と郁の関係にいち早く勘付く。
再会した裕吾に再び迫られるが、はっきりと拒絶した。
矢野 立芳（やの はるか）声 - 鳥海浩輔 / 演：平岡祐太
7月18日生まれ。蟹座のO型。身長180cm、体重63kg。好きなタイプは「バカじゃなくて、食い意地が張って無い人!」。御曹司。眼鏡を掛けた美青年で、運動神経が良く、成績優秀なため学校では女子からの人気を頼と二分する。頼の親友かつ理解者。郁のことが好きだが、それ以上に頼が好きらしい。ウェルシュ・コーギーのメス・イクを飼っている。
男子寮侵入の一件で、頼が退学することになった時、友華に対して「あんたやり過ぎたんだよ」と一喝。
頼が家を出た直後メールを読んですぐに駆け付けた。頼の失踪後は郁を励まし元気付け、頼を探し出す決心をした郁の型破りな行動を見守り、勉強を教えたりと郁の親友に収まる。
杏沙と付き合ったことがあるが、頼と杏沙の顔が酷似していたために体の関係が持てず、すぐに別れた。
他の女性と付き合ったり別れたりしながらも郁を思い続け、大学時代に郁に告白するが、成人式の日に「今も頼のことしか考えられない」と振られ、社会人になった後も冗談半分でプロポーズするが断られる。
頼を一途に思い続け、探す郁を見守る。
楠 友華（くすのき ともか）声 - 川上とも子 / 演：小松彩夏
8月21日生まれ。獅子座のAB型。身長160cm、体重46kg。好きなタイプは「カッコ良くて賢い人」。頼の元カノで郁の元親友。中学時代から頼が好きで、郁に友情はなかったが、頼へのアプローチが目的で近付き、友人関係になった。頼の郁への気持ちに気づいていた。
頼に罵られることもあったが、健気にアタックし、その甲斐あって郁への思いを断ち切りたかった頼と付き合うことになる。自暴自棄になった頼とラブホテルで初めて同士で結ばれるが、やはり郁を諦められなかった頼に学校で公衆の面前で一方的に振られて別れる。
頼と郁の関係が始まってからは、残酷な性格になる。頼への執着が強く、親の転勤を機に頼を追って紫堂高校へ編入した。愛称ユカリン。頼に会うため、男子寮に侵入した郁を男子生徒に輪姦させようとしたことがきっかけで、頼の退学が決定的になり、自ら墓穴を掘る。
中村 幸生（なかむら ゆきお）
6月15日生まれ。双子座のB型。身長174cm、体重60kg。
双子の幼馴染で、郁の初恋相手。明るい性格だが、女子の前で猥談する等、年相応にデリカシーに欠ける。中学生の頃から郁に好意を寄せるが、その一方で郁は既に頼に思いを寄せるようになっており、関心を持ってもらえず、アタックや誘いをことごとくスルーされる。
森 杏沙（もり あずさ）声 - 高木礼子
1月30日生まれ。水瓶座のA型。身長163cm、体重46kg。
頼の異母妹にして、風貌が彼に似ているクールな美少女。別の高校から頼・郁・立芳の通うエスカレーター式の学校に編入してきた。
学業優秀で勉学に対する姿勢が自他共に非常に厳しく、勉強を教えた郁にはあまりのスパルタさに泣かれた程。彼女の持論は『恋愛は性欲の言い訳』である。
異母兄の頼同様に愛想と口がやや悪く、郁に「おバカ」、「ちょいデブ」と歯に衣着せぬ言葉を放つ。頼との関係はキス寸前である。すぐに別れたが、頼が家を出た後、立芳と付き合っていたことがある。
郁と頼の邪魔をしていない。
森 裕吾（もり ゆうご）声 - 中田譲治
5月18日生まれ。牡牛座のA型。身長181cm、体重66kg。
頼と杏沙の実の父親。医師。咲とは大学時代に会い、ひそかに好きだった。咲には思いを告白したが、俊平と婚約していため振られた。俊平と咲の結婚式で、やはり気持ちを抑えきれず、新婦の控え室にいた咲に一緒に逃げるように迫るが、俊平を裏切れない咲に断られて自棄になり、強引に関係を持つ。
若い頃は頼とよく似た美青年で、大学の女子学生達の憧れの的だった。当時は不愛想で未成年喫煙をして咲に叱られる等素行が悪かった。年を取って多少落ち着いてはいるが、再会した咲に迫る強引な面と大学時代の愛想の悪さは頼にそっくりである。
森家に来て対面した頼が咲の子だと知り、さらに自分に酷似していたため自分の子ではないか疑念を抱く。頼の髪の毛を盗み取り、密かにDNA鑑定に出して父子関係が証明される。

## 書誌情報
全て小学館「少コミフラワーコミックス」より刊行されている。
第1巻から第6巻までは各冊共、ダスタ・ジャケットを外すと本体表紙及び裏表紙に「青木琴美の頼くんに質問 コーナー」というショート漫画があらわれる。第6巻からはリニューアルして「青木琴美の頼くんと話そう」「青木琴美の矢野くんと話そう」などのコーナーとなり、最終巻では「最終巻企画!青木琴美へひとこと」と「最終巻企画!読者さまへひとこと」となっている。
第10巻のみ表紙に「これが僕らの最後の秘密・・・」の文字がある。
第4巻から第8巻までの初版には、限定プレミアム版があり、特別付録が添付された。限定プレミアム版と通常版とはISBNが異なる。
| 巻数             | サブタイトル                                   | サブタイトル                       | 奥付発行日     | ISBN                                              |
| ---------------- | ---------------------------------------------- | ---------------------------------- | -------------- | ------------------------------------------------- |
| 第1巻            | 1st secret                                     | 今夜僕らは禁忌を犯す               | 2003年6月20日  | 4-09-137839-0                                     |
| 第1巻            | 2nd secret                                     | 彼女                               | 2003年6月20日  | 4-09-137839-0                                     |
| 第1巻            | 3rd secret                                     | 郁のむね、郁のからだ               | 2003年6月20日  | 4-09-137839-0                                     |
| 第1巻            | 4th secret                                     | 子供部屋の秘めごと                 | 2003年6月20日  | 4-09-137839-0                                     |
| 第1巻            | 5th secret                                     | 足りない                           | 2003年6月20日  | 4-09-137839-0                                     |
| 第1巻            | 6th secret                                     | 幼すぎる願い                       | 2003年6月20日  | 4-09-137839-0                                     |
| 第2巻            | 7th secret                                     | 恋人                               | 2003年9月20日  | 4-09-137840-4                                     |
| 第2巻            | 8th secret                                     | 焦燥、そして嫉妬                   | 2003年9月20日  | 4-09-137840-4                                     |
| 第2巻            | 9th secret                                     | 好きすぎて・・・苦しい（前編）     | 2003年9月20日  | 4-09-137840-4                                     |
| 第2巻            | 10th secret                                    | 好きすぎて・・・苦しい（後編）     | 2003年9月20日  | 4-09-137840-4                                     |
| 第2巻            | 11th secret                                    | 裏切りの代償                       | 2003年9月20日  | 4-09-137840-4                                     |
| 第2巻            | 12th secret                                    | 郁の逆襲                           | 2003年9月20日  | 4-09-137840-4                                     |
| 第3巻            | 13th secret                                    | 頼の逆襲                           | 2003年12月20日 | 4-09-138521-4                                     |
| 第3巻            | 14th secret                                    | 罪の花が咲く                       | 2003年12月20日 | 4-09-138521-4                                     |
| 第3巻            | 15th secret                                    | 卒業                               | 2003年12月20日 | 4-09-138521-4                                     |
| 第3巻            | 16th secret                                    | 泣き別れ                           | 2003年12月20日 | 4-09-138521-4                                     |
| 第3巻            | 17th secret                                    | 電話の君の声                       | 2003年12月20日 | 4-09-138521-4                                     |
| 第3巻            | 18th secret                                    | 誕生日の朝に                       | 2003年12月20日 | 4-09-138521-4                                     |
| 第4巻            | 19th secret                                    | 誕生日の夜に                       | 2004年3月20日  | 通常版：4-09-138522-2 プレミアム版：4-09-159031-4 |
| 第4巻            | 20th secret                                    | スキ。                             | 2004年3月20日  | 通常版：4-09-138522-2 プレミアム版：4-09-159031-4 |
| 第4巻            | 21st secret                                    | 新たな出会い                       | 2004年3月20日  | 通常版：4-09-138522-2 プレミアム版：4-09-159031-4 |
| 第4巻            | 22nd secret                                    | 接近                               | 2004年3月20日  | 通常版：4-09-138522-2 プレミアム版：4-09-159031-4 |
| 第4巻            | 23rd secret                                    | 告白                               | 2004年3月20日  | 通常版：4-09-138522-2 プレミアム版：4-09-159031-4 |
| 第4巻            | 24th secret                                    | 宣戦布告                           | 2004年3月20日  | 通常版：4-09-138522-2 プレミアム版：4-09-159031-4 |
| 第4巻            | プレミアム版付録                               | スペシャルデジタルコミックDVD      | 2004年3月20日  | 通常版：4-09-138522-2 プレミアム版：4-09-159031-4 |
| 第5巻            | 25th secret                                    | 彼の跡                             | 2004年6月20日  | 通常版：4-09-138523-0 プレミアム版：4-09-159033-0 |
| 第5巻            | 26th secret                                    | 蜜事 SIDE郁                        | 2004年6月20日  | 通常版：4-09-138523-0 プレミアム版：4-09-159033-0 |
| 第5巻            | 26th secret                                    | 蜜事 SIDE頼                        | 2004年6月20日  | 通常版：4-09-138523-0 プレミアム版：4-09-159033-0 |
| 第5巻            | 27th secret                                    | 発覚                               | 2004年6月20日  | 通常版：4-09-138523-0 プレミアム版：4-09-159033-0 |
| 第5巻            | 28th secret                                    | 罠                                 | 2004年6月20日  | 通常版：4-09-138523-0 プレミアム版：4-09-159033-0 |
| 第5巻            | 29th secret                                    | キミを奪う                         | 2004年6月20日  | 通常版：4-09-138523-0 プレミアム版：4-09-159033-0 |
| 第5巻            | プレミアム版付録                               | スペシャルデジタルミニドラマCD     | 2004年6月20日  | 通常版：4-09-138523-0 プレミアム版：4-09-159033-0 |
| 第6巻            | 30th secret                                    | 似てない双子                       | 2004年9月20日  | 通常版：4-09-138524-9 プレミアム版：4-09-159036-5 |
| 第6巻            | 31st secret                                    | 疑惑                               | 2004年9月20日  | 通常版：4-09-138524-9 プレミアム版：4-09-159036-5 |
| 第6巻            | 32nd secret                                    | 矢野クンめがね日記                 | 2004年9月20日  | 通常版：4-09-138524-9 プレミアム版：4-09-159036-5 |
| 第6巻            | 33rd secret                                    | 病                                 | 2004年9月20日  | 通常版：4-09-138524-9 プレミアム版：4-09-159036-5 |
| 第6巻            | 34th secret                                    | 初恋                               | 2004年9月20日  | 通常版：4-09-138524-9 プレミアム版：4-09-159036-5 |
| 第6巻            | 35th secret                                    | Kiss                               | 2004年9月20日  | 通常版：4-09-138524-9 プレミアム版：4-09-159036-5 |
| 第6巻            | プレミアム版付録                               | スペシャルアニメDVD                | 2004年9月20日  | 通常版：4-09-138524-9 プレミアム版：4-09-159036-5 |
| 第7巻            | 36th secret                                    | 恋する資格                         | 2004年12月20日 | 通常版：4-09-138525-7 プレミアム版：4-09-159039-X |
| 第7巻            | 37th secret                                    | 再会                               | 2004年12月20日 | 通常版：4-09-138525-7 プレミアム版：4-09-159039-X |
| 第7巻            | 38th secret                                    | ・・・帰れない                     | 2004年12月20日 | 通常版：4-09-138525-7 プレミアム版：4-09-159039-X |
| 第7巻            | 39th secret                                    | ・・・退学                         | 2004年12月20日 | 通常版：4-09-138525-7 プレミアム版：4-09-159039-X |
| 第7巻            | 40th secret                                    | ～犬ヨリの場合～                   | 2004年12月20日 | 通常版：4-09-138525-7 プレミアム版：4-09-159039-X |
| 第7巻            | 41st secret                                    | たくらみ                           | 2004年12月20日 | 通常版：4-09-138525-7 プレミアム版：4-09-159039-X |
| 第7巻            | プレミアム版付録                               | スペシャルアニメDVD（衝撃の第1話） | 2004年12月20日 | 通常版：4-09-138525-7 プレミアム版：4-09-159039-X |
| 第8巻            | 42nd secret                                    | 屈辱                               | 2005年3月20日  | 通常版：4-09-138526-5 プレミアム版：4-09-159041-1 |
| 第8巻            | 43rd secret                                    | 家族                               | 2005年3月20日  | 通常版：4-09-138526-5 プレミアム版：4-09-159041-1 |
| 第8巻            | 44th secret                                    | 父親                               | 2005年3月20日  | 通常版：4-09-138526-5 プレミアム版：4-09-159041-1 |
| 第8巻            | 45th secret                                    | 関係                               | 2005年3月20日  | 通常版：4-09-138526-5 プレミアム版：4-09-159041-1 |
| 第8巻            | 46th secret                                    | 白紙                               | 2005年3月20日  | 通常版：4-09-138526-5 プレミアム版：4-09-159041-1 |
| 第8巻            | 47th secret                                    | 父親                               | 2005年3月20日  | 通常版：4-09-138526-5 プレミアム版：4-09-159041-1 |
| 第8巻            | プレミアム版付録                               | スペシャルアニメDVD                | 2005年3月20日  | 通常版：4-09-138526-5 プレミアム版：4-09-159041-1 |
| 第9巻            | 48h secret                                     | すれ違い                           | 2005年6月20日  | 4-09-138527-3                                     |
| 第9巻            | 49th secret                                    | 17年前                             | 2005年6月20日  | 4-09-138527-3                                     |
| 第9巻            | 50th secret                                    | しあわせ                           | 2005年6月20日  | 4-09-138527-3                                     |
| 第9巻            | 51st secret                                    | 家族ごっこ                         | 2005年6月20日  | 4-09-138527-3                                     |
| 第9巻            | 52nd secret                                    | 全貌                               | 2005年6月20日  | 4-09-138527-3                                     |
| 第9巻            | 53rd secret                                    | 16年前                             | 2005年6月20日  | 4-09-138527-3                                     |
| 第10巻           | 54th secret                                    | かけおち                           | 2005年9月20日  | 4-09-138528-1                                     |
| 第10巻           | 55th secret                                    | ・・・なぞる                       | 2005年9月20日  | 4-09-138528-1                                     |
| 第10巻           | 56th secret                                    | 現実                               | 2005年9月20日  | 4-09-138528-1                                     |
| 第10巻           | 57th secret                                    | ・・・最後                         | 2005年9月20日  | 4-09-138528-1                                     |
| 第10巻           | Last secret                                    | ・・・運命                         | 2005年9月20日  | 4-09-138528-1                                     |
| 第10巻           | 号外!僕妹ウラ新聞                              |                                    | 2005年9月20日  | 4-09-138528-1                                     |
| 第10巻           | 番外編                                         |                                    | 2005年9月20日  | 4-09-138528-1                                     |
| 公式ファンブック | 矢野くんのワンダフルデイズ～妹ちゃん観察日記～ |                                    | 2005年11月20日 | 4-09-138529-X                                     |
| 公式ファンブック | イントロダクション                             |                                    | 2005年11月20日 | 4-09-138529-X                                     |
| 公式ファンブック | chapter 1                                      | キャラクター～結城家～             | 2005年11月20日 | 4-09-138529-X                                     |
| 公式ファンブック | chapter 2                                      | キャラクター～兄妹を取り巻く人物～ | 2005年11月20日 | 4-09-138529-X                                     |
| 公式ファンブック | chapter 3                                      | ストーリーダイジェスト             | 2005年11月20日 | 4-09-138529-X                                     |
| 公式ファンブック | chapter 4                                      | エクストラファイル                 | 2005年11月20日 | 4-09-138529-X                                     |
| 公式ファンブック | chapter 5                                      | 青木琴美アーカイブス               | 2005年11月20日 | 4-09-138529-X                                     |

## ドラマCD
2004年2月27日から全4作が発売されていて、一般流通のものと書籍流通のものがある。この他に、コミックスの付録などでもドラマCDがあった。
ドラマCDキャスト
- 結城頼：森久保祥太郎、高木礼子（幼い頼）
- 結城郁：中原麻衣、 金田朋子 （幼い郁）
- 楠友華：川上とも子
- 矢野：鳥海浩輔
- お父さん（結城俊平）：井上和彦
- お母さん（結城咲）：玉川紗己子
- 森杏沙：高木礼子
- 森裕吾：中田譲治

CD規格品番/書籍ISBN
1. 2004年2月27日発売、SG-3197（一般流通） / ISBN 4-86133-003-3（書籍流通）
2. 2004年9月24日発売、SG-3205（一般流通） / ISBN 4-86133-022-X（書籍流通）
3. 2004年12月22日発売、SG-3209（一般流通） / ISBN 4-86133-033-5（書籍流通）
4. 2005年6月24日発売、SG-3219（一般流通） / ISBN 4-86133-045-9（書籍流通）

## OVA
2005年5月18日に発売された。主役2人の声優は、好みに合わせて変更できる形式で極めて珍しい作品である。

### スタッフ
- 原作 - 青木琴美
- 監督・絵コンテ - 寺本幸代
- 脚本 - 待田堂子
- キャラクターデザイン・作画監督 - 西本真弓
- 美術監督 - 土橋誠
- 色彩設定 - 吉田晴絵
- 撮影監督 - 浜田絵里子
- 音楽 - 上田益
- 音響監督 - 早瀬博雪
- プロデューサー - 田中規之、畑中雅美、中田健一、鈴木良宜、松土隆二
- チーフプロデューサー - 笹原博、藤本敬一
- エグゼクティブプロデューサー - 辻本吉昭
- 制作 - ZOOM ENTERPRISE、ベガエンタテイメント
- 製作 - 小学館

### 主題歌
エンディングテーマ「愛が欲しい」
作詞・作曲 - カモ / 編曲・歌 - 紫苑

## 映画
2007年1月20日公開。ショウゲート配給。
サンマルクカフェで2006年12月9日より期間限定オリジナルパッケージについている応募券で、映画鑑賞券やナビゲートDVDが当たるといった内容のタイアップキャンペーンが行われた。2007年に松本潤、榮倉奈々主演で映画化された。

### 他キャスト
- 岡本奈月
- 工藤あさぎ
- 渡辺真起子
- 諏訪太朗
- 真柳美苗
- 工藤あかり
- 石井柾圭
- 大森絢音

### スタッフ
- 監督：安藤尋
- 原作：青木琴美
- 企画：泉英次
- エグゼクティブプロデューサー：鈴木良宜
- 製作：亀井修、奥田誠治、藤島ジュリー景子
- プロデューサー：尾西要一郎
- アソシエイトプロデューサー：畑中雅美、神蔵克、原藤一輝
- ラインプロデューサー：池原健
- 脚本：安藤尋、袮寝彩木
- 音楽：大友良英
- 原案協力：苅谷直子、関俊行、西山みほ
- 制作プロダクション：ズームエンタープライズ
- 制作協力：ブロッコリー
- 配給：ショウゲート
- 製作：「僕妹」フィルムパートナーズ（ショウゲート、小学館、日本テレビ放送網、ジェイ・ストーム、ズームエンタープライズ）

### エンディング・テーマ
- Crystal Kay「きっと永遠に」

### 関連商品
- 「僕は妹に恋をする ナビゲートDVD」（2006年12月22日発売/ジェネオンエンタテインメント）
- 写真集「松本潤 榮倉奈々 平岡祐太 小松彩夏 in 僕は妹に恋をする」 （2006年12月18日発売/小学館）
- 小説版「僕は妹に恋をする」（著：橋口いくよ）（小学館文庫）（2006年12月6日発売/小学館）
- 「僕は妹に恋をする スタンダード・エディションDVD」（2007年8月29日発売/ジェネオンエンタテインメント）
- 「僕は妹に恋をする プレミアム・エディション DVD」（2007年8月29日発売/ジェネオンエンタテインメント）